# Richard Groenendaal
Richard Marinus Anthonius Groenendaal (ur. 13 lipca 1971 w ’s-Hertogenbosch) – holenderski kolarz przełajowy, mistrz świata w konkurencji elite (2000) i dwukrotny srebrny medalista (1994, 1995), mistrz świata juniorów (1989), trzykrotny zdobywca Pucharu Świata, wielokrotny mistrz Holandii.

## Osiągnięcia

### Mistrzostwa świata
- 1994 – 2. miejsce
- 1995 – 2. miejsce
- 2000 – 1. miejsce

### Puchar Świata
- 1996 – 2. miejsce
- 1997 – 2. miejsce
- 1998 – 1. miejsce
- 2000 – 2. miejsce
- 2001 – 1. miejsce
- 2004 – 1. miejsce